# Abdulrazak Gurnah
Abdulrazak Gurnah (Zanzíbar, 20 de diciembre de 1948) es un novelista tanzano que escribe en lengua inglesa y reside en el Reino Unido desde su adolescencia. Sus novelas incluyen Paraíso (1994), que fue preseleccionada tanto para el Premio Booker como para el Premio Costa Book, Desertion (2005), y En la orilla (2001), que fue seleccionada para el premio Booker y preseleccionada para el Los Angeles Times Book Prize. Fue galardonado con el Premio Nobel de Literatura de 2021, el cual fue comunicado oficialmente por la Academia Sueca indicando que «Gurnah ha publicado diez novelas y varios cuentos. El tema de la perturbación del refugiado recorre todo su trabajo. Comenzó a escribir a los 21 años en el exilio inglés, y aunque el suajili fue su primer idioma, el inglés se convirtió en su herramienta literaria».

## Biografía
Abdulrazak Gurnah nació el 20 de diciembre de 1948 en Zanzíbar. Fue a Gran Bretaña como estudiante en 1968, después de huir de Zanzíbar a los 18 años para escapar de la persecución de ciudadanos árabes. Inicialmente estudió en Christ Church College, en Reino Unido, cuyos títulos fueron otorgados en ese momento por la Universidad de Londres.
Luego se trasladó a la Universidad de Kent, donde obtuvo su doctorado en 1982. De 1980 a 1983, Gurnah enseñó en la Bayero University (BUK) de Kano en Nigeria. Fue profesor y director de estudios de posgrado en el departamento de inglés de la Universidad de Kent hasta su jubilación.  Su principal interés académico es la escritura poscolonial y los discursos asociados con el colonialismo, especialmente en lo que se refiere a África, el Caribe y la India.
Ha editado dos volúmenes de Ensayos sobre escritura africana, ha publicado artículos sobre varios escritores poscoloniales contemporáneos, incluidos V. S. Naipaul, Salman Rushdie y Zoë Wicomb. Es el editor de A Companion to Salman Rushdie (Cambridge University Press, 2007). Se ha desempeñado como editor colaborador de la revista Wasafiri desde 1987.
Gurnah ha supervisado proyectos de investigación sobre la escritura de Rushdie, Naipaul, G.V. Desani, Anthony Burgess, Joseph Conrad, George Lamming y Jamaica Kincaid.
Fue elegido miembro de la Royal Society of Literature en 2006.
El 7 de octubre de 2021, fue galardonado con el Premio Nobel de Literatura 2021 "por su penetración inflexible y compasiva de los efectos del colonialismo y los destinos de los refugiados en el abismo entre culturas y continentes".

## Temas
Gran parte del trabajo de Gurnah se desarrolla en la costa de África Oriental. El crítico literario Bruce King sostiene que las novelas de Gurnah colocan a los protagonistas de África Oriental en su contexto internacional más amplio, observando que, en la ficción de Gurnah, "los africanos siempre han sido parte de un mundo más amplio y cambiante". Según King, los personajes de Gurnah a menudo son desarraigados, alienados, no deseados y, por lo tanto, son, o se sienten, víctimas resentidas". Felicity Hand sugiere que Silence, By the Sea y Desertion se refieren a "la alienación y la soledad que la emigración puede producir y las preguntas de examen de conciencia que da lugar a alrededor de identidades fragmentadas y el propio significado de 'casa'."
Para Jorge Praga las obras de Paraíso, En la orilla y Precario silencio están atravesadas por la búsqueda de la identidad de sus protagonistas. Son, en cierta manera, novelas de formación de personajes desarraigados que son extranjeros en el país de acogida y extranjeros en su país de origen.

## Obra
Novelas
- Memory of Departure, editorial Jonathan Cape, Londres (1987).
- Pilgrims Way, editorial Jonathan Cape, Londres (1988).
- Dottie, editorial Jonathan Cape, Londres (1990).
- Paradise, editorial Hamish Hamilton, Londres (1994).
  - Paraíso, editorial El Aleph, Barcelona (1997).[14]
  - Paraíso, editorial Salamandra, Barcelona (2021).
- Admiring Silence, editorial  Hamish Hamilton, Londres (1996).
  - Precario silencio, editorial  El Aleph, Barcelona (1998).[14]
- By the Sea, editorial Bloomsbury, Londres (2001). 
  - En la orilla, editorial Poliedro, Barcelona (2003).[14]
  - A orillas del mar, editorial Salamandra, Barcelona (2022).
- Desertion, editorial Bloomsbury, Londres (2005).
  - El desertor, editorial Salamandra, Barcelona (2023).[17]
- The Last Gift, editorial Bloomsbury, Londres (2011).
- Gravel Heart, editorial Bloomsbury (2017).
- Afterlives, editorial Bloomsbury (2020).
  - La vida, después, editorial Salamandra, Barcelona (2022).
- Theft (2025).[18]

Relatos cortos, ensayos y otras obras
- Bossy, editores Chinua Achebe y C. L. Innes, editorial Heinemann, Oxford, 1985.
- Cages, editores Chinua Achebe y C. L. Innes, editorial Heinemann, Oxford, 1992.
- Essays on African Writing 1: A Re-evaluation, editor Abdulrazak Gurnah, editorial Heinemann, Oxford, 1993.
- Transformative Strategies in the Fiction of Ngũgĩ wa Thiong’o, editor Abdulrazak Gurnah, editorial Heinemann, Oxford, 1993.
- The Fiction of Wole Soyinka” in Wole Soyinka: An Appraisal, editor Adewale Maja-Pearce, editorial Heinemann, Oxford, 1994.
- Outrage and Political Choice in Nigeria : A Consideration of Soyinka’s Madmen and Specialists, The Man Died, and Season of Anomy (conferencia publicada), editorial Universidad de Witwatersrand, Braamfontein, 1994.
- Bossy, editor Nadezda Obradovic, editorial Doubleday, Nueva York, 1994.
- Essays on African writing 2: Contemporary Literature, editor Abdulrazak Gurnah, editorial Heinemann, Oxford, 1995.
- The mid-point of the scream’: The Writing of Dambudzo Marechera, editor Abdulrazak Gurnah, editorial Heinemann, Oxford, 1995
- Displacement and Transformation in The Enigma of Arrival, editor A. Robert Lee, editorial Pluto Press, Londres, 1995.
- Escort, editorial Instructa, Londres, 1996.
- From Pilgrim’s Way [1988], editor Caryl Phillips, editorial Faber and Faber, 1997.
- Imagining the Postcolonial Writer, editorial D. S. Brewer, Cambridge, 2000.
- An Idea of the Past, Leeds African Studies Bulletin número 65, editorial Universidad de Leeds, 2002.
- The Collected Stories of Abdulrazak Gurnah, editorial Alexander Street Press, Alexandria, 2004.
- My Mother Lived on a Farm in Africa, editores Lavinia Greenlaw y Helon Habila, editorial Granta Books, Londres, 2006.
- The Cambridge Companion to Salman Rushdie (introducción al libro), editor Abdulrazak Gurnah, editorial Cambridge University Press, Nueva York, 2007.
- Themes and Structures in Midnight’s Children, editor Abdulrazak Gurnah, editorial Cambridge University Press, Nueva York, 2007.
- A Grain of Wheat by Ngũgĩ wa Thiong’o (introducción al libro), editorial Penguin, Nueva York, 2012.
- The Arriver’s Tale: As Told to Abdulrazak Gurnah, editores David Herd y Anna Pincus, editorial Comma Press, Manchester, 2016.
- The Urge to Nowhere: Wicomb and Cosmopolitanism, editor Kai Easton and Derek Attridge, editorial Routledge, Londres, 2020.

## Vida personal
Abdulrazak Gurnah reside en Canterbury, condado de Kent, en la región del extremo sureste de Inglaterra, declarando a la prensa que se encontraba precisamente en la cocina de su casa preparándose una taza de té, cuando le avisaron por teléfono que había ganado el Premio Nobel de literatura 2021.